# Майер, Антониу де Кастро
Антониу де Кастро Майер (порт. Antônio de Castro Mayer; 20 июня 1904 года, Кампинас — 26 апреля 1991 года, Кампос) — бразильский прелат, сподвижник архиепископа Лефевра. Титулярный епископ Приене и коадъютор, с правом наследования, Кампуса с 6 марта 1948 по 3 января 1949. Епископ Кампуса с 3 января 1949 по 29 августа 1981.

## Биография
Родился 20 июня 1904 года в Кампинасе, Бразилия.
Учился в семинарии. Рукоположен в священники 30 октября 1927 года. Епископ с 23 мая 1948 года.
С 3 января 1949 года по 29 августа 1981 года возглавлял епархию Кампуса.
30 июня 1988 года участвовал c Марселем Лефевром в поставлении четырёх епископов из членов Священнического братство святого Пия X без санкции Папы римского. 2 июля 1988 года Папой Иоанном Павлом II отлучён от церкви. Эти отлучения были сняты только в 2009 году папой Бенедиктом XVI.
Умер 25 апреля 1991 года в Кампосе.

## В литературе
- Упоминается в романе Елены Чудиновой Мечеть Парижской Богоматери.